# Jobbik
Jobbik – Konzervativci (maďarsky Jobbik – Konzervatívok, zkráceně Jobbik, do roku 2023 původním názvem Hnutí za lepší Maďarsko, maďarsky Jobbik Magyarországért Mozgalom) je pravicová politická strana v Maďarsku, která má od voleb 2010 zastoupení v maďarském Zemském sněmu, a v letech 2009 až 2024 i zastoupení v Evropském parlamentu.

## Název
| Oficiální název                 | Zkratka | Překlad                        | Období       |
| ------------------------------- | ------- | ------------------------------ | ------------ |
| Jobboldali Ifjúsági Közösség    | JOBBIK  | Pravicová mladežnická komunita | 1999–2003    |
| Jobbik Magyarországért Mozgalom | Jobbik  | Hnutí za lepší Maďarsko        | 2003–2023    |
| Jobbik – Konzervatívok          | Jobbik  | Jobbik – Konzervativci         | od roku 2023 |

## Historie
Strana byla založena dne 24. října 2003. V parlamentních volbách 2006 utvořil Jobbik alianci s tehdy ještě silnější krajně pravicovou stranou MIÉP, jako MIÉP – Jobbik a Harmadik Út. Tato aliance získala jen 2,20%, do parlamentu se tak nedostala a krátce po volbách se rozpadla. Samotný Jobbik byl na vzestupu od násilných demonstrací v roce 2006 proti tehdejšímu premiérovi Ferenci Gyurcsánymu z MSZP. Demonstrace přerostly do ostrých střetů s policií, která použila slzný plyn, vodní děla i gumové projektily. Členové Jobbiku se protivládních akcí tehdy aktivně účastnili.

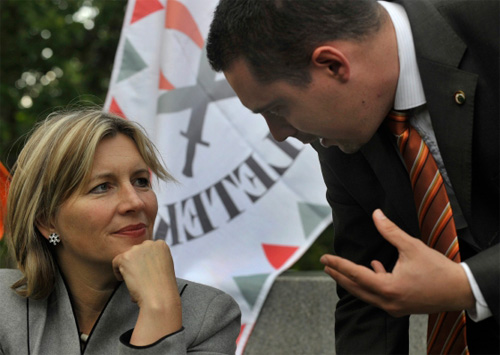
Krisztina Morvai a Gábor Vona

Vzápětí Jobbik založil polovojenskou organizaci – Maďarská garda, která měla chránit zájmy všech Maďarů. Členy gardy se stalo několik tisíc lidí. Garda pořádala pochody v obcích s větší koncentrací Romů a aktivně se zúčastnila blokády maďarsko-slovenské hranice po zásahu slovenské policie proti fanouškům DAC Dunajská Streda. Soudním rozhodnutím byla Maďarská garda rozpuštěna, což 2. července 2009 potvrdil odvolací soud. Podle verdiktu porušovala zákon o spolcích a ohrožovala menšiny.
Popularita strany i nadále rostla. Ve volbách do Evropského parlamentu 2009 získal Jobbik 3 mandáty, které obsadili Krisztina Morvai, Zoltán Balczó a Csanád Szegedi. Hlavním mottem strany pro volby do EP se stal slogan: „Magyarország a magyaroké!“ („Maďarsko patří Maďarům!“), což Ústřední volební komise v Budapešti označila za protiústavní, protože uráží národnostní menšiny žijící v Maďarsku.
Na 6. sjezdu strany dne 24. října 2009 v Budapešti byla spolu s dalšími evropskými nacionalistickými stranami založena Aliance evropských národních hnutí.
Od roku 2014 se Jobbik začal znovu definovat jako strana konzervativců a změnil kontroverzní prvky své komunikace. Podle Manifestu strany o pokynech budoucí vlády zastupuje Jobbik všechny maďarské občany a lidi a snaží se vybudovat moderní národní identitu, přičemž odmítá šovinismus 20. století. 
V současné době se strana popisuje jako moderní strana konzervativců. Průzkum veřejného mínění z února 2012 společnosti IDEA pro společnost Euronews byl analyzován předním politologem Balázsem Böcskeim a interpretoval, že bývalá nacionalistická strana Jobbik dokončila transformaci na stranu centristických lidí a její hlasovací základna byla změněna, a nyní je to převážně mírný volební obvod pro EU.
Po několika rozkolech organizace z velké části ukončila činnost. 28. ledna 2017 uspořádali někteří radikální členové Magyar Gárda demonstraci proti Gáborovi Vonovi mimo Jobbikovu slavnostní zahájení. Účastníci odsoudili novou politiku Jobbiku jako zradu pravice.
V roce 2019 reorganizoval Magyar Gárda prezident Hnutí Naše vlasti László Toroczkai, který byl vyloučen z Jobbiku.Magyar Gárda dnes patří k našemu domovskému hnutí. 

### Volby 2010
Po úspěšných eurovolbách 2009 strana se svým programem nazvaným Radikális változás (Radikální změna) zamířila i do Maďarského parlamentu. Do voleb 2010 vedl stranu její předseda Gábor Vona, který byl zároveň kandidátem na post premiéra. Dle předvolebních průzkumů by Jobbik volilo 9% až 17% oprávněných voličů. Strana má podporu především u mladých lidí (prvovoličů) a také u obyvatel, jež žijí v oblastech, kde je vyšší hustota romské populace. Jobbik tak šlape na paty levicové MSZP, která vládla v zemi dvě uplynulá volební období (2002–2010), a s níž svedl ve volbách boj o druhé místo. Pokud by se bývalo stalo, že by Jobbik předstihnul MSZP, byla by to pro socialisty historická porážka.
Ve prvním kole voleb nakonec Jobbik získal 16,67% hlasů, ve druhém 12,26% hlasů. Umístil se tak se ziskem 47 mandátů na třetím místě za vítězným Fideszem a druhou MSZP. Strana tak upevnila svou pozici třetí nejsilnější strany a druhé nejsilnější pravicové strany v Maďarsku.

### Volby 2014
V těchto volbách strana získala 1 020 476 hlasů, což bylo 20,22 % všech odevzdaných hlasů, a 23 mandátů a stala se třetí nejsilnější stranou.

### Volby 2018
V těchto volbách se strana stala nejsilnější opoziční stranou, když získala 1 007 084 hlasů, což bylo 19,54 % všech odevzdaných hlasů, a 25 mandátů. Pro stranu byl však takový výsledek zklamáním, pročež Gábor Vona bezprostředně po oznámení výsledků rezignoval na funkci předsedy strany. Novým předsedou byl následně zvolen historik Tamás Sneider.
V létě 2018 se ze strany oddělila část členské základny i poslanců parlamentu (např. Dóra Dúró) a založili nové nacionalistické Hnutí Naše vlast.
V roce byl 2020 novým předsedou zvolen Péter Jakab.

### Volby 2022
Ve volbách do parlamentu v roce 2022 ztratil Jobbik 7 ze 17 mandátů, když kandidoval v rámci široké koalice Společně pro Maďarsko, jejímiž členy jsou levicové a zelené politické strany, včetně postkomunistické Maďarské socialistické strany (MSZP), proti jejíž politice se Jobbik původně silně vyhraňoval. 
V červenci 2022 byl  novým předsedou strany zvolen europoslanec Márton Gyöngyösi.
Na kongresu pořádaném v únoru 2023 byla odhlasována změna názvu strany na Jobbik – Konzervativci maďarsky Jobbik – Konzervatívok.
V červnu 2023 hnutí ukončilo svou spolupráci s levicovou koalicí Společně pro Maďarsko.

## Kritika
Dne 20. února 2024 zveřejnil maďarský Státní kontrolní úřad (Állami Számvevőszék) dílčí výsledek auditu financování kampaní politických stran před parlamentními volbami 2022. V rámci této kontroly vyplývající ze zákonné povinnosti úřadu bylo zjištěno, že šest politických stran, které uzavřely alianci Společně pro Maďarsko, účelově obešely zákonné požadavky týkající se financování jejich společné kampaně, omezení výše nákladů na kampaň a vyúčtování kampaně. Strany využily více než 4 miliardy forintů, které získaly od zahraničních sponzorů, čímž vědomě porušily volební zákon. Vlivný poradce Demokratické strany USA Eric Koch doznal, že část finančních prostředků, které koalice získala od organizace 
Action for Democracy ovládané Dávidem Korányiem, poradcem budapešťského primátora Gergelye Karácsonye, daroval George Soros. Státní kontrolní úřad uložil těmto šesti stranám pokutu v celkové výši 261 milionů forintů. Zaroveň se obrátil na Národní daňový a celní úřad (Nemzeti Adó- és Vámhivatal), který zahájil vlastní nezávislé vyšetřování původu sponzorských darů.

## Stranický aparát

### Předsednictvo
| Období      | Předseda                |
| ----------- | ----------------------- |
| 2003 – 2006 | Dávid Kovács            |
| 2006 – 2018 | Gábor Vona              |
| 2018 – 2020 | Tamás Sneider           |
| 2020 – 2022 | Péter Jakab             |
| 2022        | Anita Potocskáné Kőrösi |
| 2022 – 2024 | Márton Gyöngyösi        |
| 2024 –      | Béla Adorján            |

### Poslanci EP
- Poslanci sedmého EP (2009–2014): Zoltán Balczó/Béla Kovács, Krisztina Morvai, Csanád Szegedi (v roce 2012 vystoupil ze strany).
- Poslanci osmého EP (2014–2019): Zoltán Balczó, Béla Kovács (v roce 2017 vystoupil ze strany), Krisztina Morvai.
- Poslanci devátého EP (2019–2024): Márton Gyöngyösi.

## Volební výsledky

### Volby do Zemského sněmu
| Volby | Celostátní kandidátní listina | Celostátní kandidátní listina | OEVK (1. kolo) | OEVK (1. kolo) | OEVK (2. kolo) | OEVK (2. kolo) | Mandáty | Mandáty | Status  |
| Volby | Hlasy                         | %                             | Hlasy          | %              | Hlasy          | %              | Počet   | %       | Status  |
| ----- | ----------------------------- | ----------------------------- | -------------- | -------------- | -------------- | -------------- | ------- | ------- | ------- |
| 20061 | 119 007                       | 2,20                          | 92,798         | 1,72           | 231            | 0,01           | 0/386   | 0       | Opozice |
| 2010  | 855 436                       | 16,67                         | 836 774        | 16,36          | 141 415        | 12,27          | 47/386  | 12,18   | Opozice |
| 2014  | 1 020 476                     | 20,22                         | 1 000 637      | 20,39          | —              | —              | 23/199  | 11,56   | Opozice |
| 2018  | 1 092 806                     | 19,26                         | 1 276 840      | 23,20          | —              | —              | 26/199  | 13,07   | Opozice |
| 20222 | 1 947 331                     | 34,44                         | 1 983 708      | 36,90          | —              | —              | 10/199  | 5,03    | Opozice |

1: Jobbik kandidoval s MIÉP jako MIÉP - Jobbik a Harmadik Út.

2: Jobbik kandidoval v rámci levicově–zelené koalice Společně pro Maďarsko (DK–Jobbik–LMP–Momentum–MSZP–Párbeszéd).

### Volby do Evropského parlamentu
| Volby | Počet hlasů | Hlasy v % | Počet mandátů | Politická skupina EP | Evropská strana |
| ----- | ----------- | --------- | ------------- | -------------------- | --------------- |
| 2004  | —           | —         | 0/24          | —                    | —               |
| 2009  | 427 773     | 14,77     | 3/22          | Nezařazení           | AENM            |
| 2014  | 339 501     | 14,68     | 3/21          | Nezařazení           | AENM            |
| 2019  | 219 715     | 6,41      | 1/21          | Nezařazení           | ECPM            |
| 2024  | 45 404      | 0,99      | 0/21          | —                    | ECPM            |